# Kroktjärnen (Norsjö socken, Västerbotten, 721075-164183)
Kroktjärnen är en sjö i Norsjö kommun i Västerbotten och ingår i Umeälvens huvudavrinningsområde.